# Cantone di Neuville-sur-Saône
Il Cantone di Neuville-sur-Saône era una divisione amministrativa dell'arrondissement di Lione.
È stato soppresso a seguito della riforma complessiva dei cantoni del 2014, che è entrata in vigore con le elezioni dipartimentali del 2015.
Comprendeva i comuni di:
- Albigny-sur-Saône
- Cailloux-sur-Fontaines
- Couzon-au-Mont-d'Or
- Curis-au-Mont-d'Or
- Fleurieu-sur-Saône
- Fontaines-Saint-Martin
- Fontaines-sur-Saône
- Genay
- Montanay
- Neuville-sur-Saône
- Poleymieux-au-Mont-d'Or
- Quincieux
- Rochetaillée-sur-Saône
- Saint-Germain-au-Mont-d'Or
- Saint-Romain-au-Mont-d'Or